# Museernes Samlinger
Museernes Samlinger er det centrale register over museumssager, – genstande og andet kulturhistorisk dokumentationsmateriale i statslige og statsanerkendte, danske museer. Registeret, der er det kulturhistoriske sidestykke til Kunstindeks Danmark, blev etableret i 2004 med henblik på at forbedre museernes mulighed for at prioritere deres indsamling og koordinere deres undersøgelsesvirksomhed. Det drives af Kulturarvsstyrelsen, men ansvaret for oplysningernes korrekthed påhviler museerne, som indberetter via det webbaserede registrerings- og indberetningssystem Regin eller gennem eksport fra egne, lokale databaser. Der er fri adgang til registeret, som således ikke blot er et administrativt opslagsværk for museer, men også tilbyder offentligheden et indblik i, hvad museerne har i deres udstillinger og magasiner. 
Ved udgangen af 2007 rummede registeret oplysninger om 471.000 museumsgenstande fordelt på 37.558 museumssager. I februar 2010 var de tilsvarende tal 1,2 mio. genstande og 88.000 museumssager.